# Andrea Fuentes
Andrea Fuentes, född den 7 april 1983 i Tarragona, Spanien, är en spansk konstsimmare.
Hon tog OS-silver i duett i konstsim och OS-silver i lagtävlingen i konstsim i samband med de olympiska konstsimstävlingarna 2008 i Peking.
Hon tog därefter OS-silver i duett i konstsim och OS-brons i lagtävlingen i konstsim i samband med de olympiska konstsimstävlingarna 2012 i London.